# Cadillac Escalade
Cadillac Escalade je luksuzni terenac marke Cadillac. To je prvi veliki ulazak Cadillaca na SUV tržište. Escalade je predstavljen 1999. godine kao odgovor na njemačke i japanske konkurente. Projekt Escalade je krenuo u proizvodnju za samo deset mjeseci nakon što je odobren. Ime Escalade se odnosi ratnu taktiku opsade obrambenih zidova ljestvama.
Escalade se temeljio na Chevroletu Tahoe, ali je 2002. godine redizajniran u tipičan Cadillacov izgled. Dva od tri modela Escaladea se proizvode izvan SAD-a, a to su ESV i EXT. Konkurenti Cadillacu Escaladeu su Range Rover Sport, Infiniti QX, Mercedes-Benz GL-Class, Lexus LX, Toyota Land Cruiser, Land Rover Discovery i Lincoln Navigator.

## Prodaja u SAD-u
| Godina | Escalade | EXT    | ESV    | Ukupna prodaja |
| ------ | -------- | ------ | ------ | -------------- |
| 1998.  | 3,089    | -      | -      | 3,089          |
| 1999.  | 23,897   | -      | -      | 23,897         |
| 2000.  | 23,346   | -      | -      | 23,346         |
| 2001.  | 31,270   | 546    | -      | 31,816         |
| 2002.  | 36,114   | 13,494 | 36     | 49,644         |
| 2003.  | 35,621   | 11,256 | 12,866 | 59,743         |
| 2004.  | 36,994   | 9,638  | 15,618 | 62,250         |
| 2005.  | 29,876   | 7,766  | 13,502 | 51,144         |
| 2006.  | 39,017   | 7,019  | 16,170 | 62,206         |
| 2007.  | 36,654   | 7,967  | 16,370 | 60,991         |
| 2008.  | 23,947   | 4,709  | 11,054 | 39,710         |
| 2009.  | 16,873   | 2,423  | 6,588  | 25,884         |
| 2010.  | 16,118   | 2,082  | 8,674  | 26,874         |

## Vanjske poveznice
- Cadillac Escalade - Službena stranica
- Cadillac Escalade ESV - Službena stranica
- Cadillac Escalade EXT - Službena stranica
- Cadillac Escalade - Europa